# Кравиц, Леонард
Не путать с Леонардом Альбертом Кравицем, более известным как Ленни Кравиц, — музыкантом и племянником героя настоящей статьи.
Леонард М. Кравиц (англ. Leonard M. Kravitz; 8 августа 1931, Бруклин, Нью-Йорк, Нью-Йорк, США — 7 марта 1951, Ёнпхён, Республика Корея) — рядовой первого класса армии США, участник войны в Корее, удостоенный посмертно высшей военной награды США — медали Почёта.

## Биография

### Молодые годы
Леонард Кравиц родился 8 августа 1931 года в нью-йоркском районе Бруклин в семье американцев еврейского происхождения. Его старший брат, Сай Кравиц, во время Второй мировой войны служил в морской пехоте и, вернувшись домой, стал местной знаменитостью. В детстве Леонард Кравиц был душой дворовой компании района Краун-Хайтс, увлекался баскетболом, стикболом и софтболом. Он был слишком молод, чтобы участвовать во Второй мировой войне, но после начала войны в Корее и достижения совершеннолетия, он ушёл в армию добровольцем, по примеру брата и против желания родителей.

### На военной службе
6 и 7 марта 1951 года в районе Ёнпхёна часть, в которой проходил службу рядовой первого класса Леонард Кравиц (5-й пехотный полк 24-й пехотной дивизии), сдерживала наступление китайских добровольцев. Когда китайцы в очередной раз поднялись в атаку на американские позиции, Леонард Кравиц вызвался прикрыть пулемётным огнём вынужденный отход своих товарищей, вызвав на себя огонь противника, и таким образом спас товарищей ценой своей собственной жизни. Как говорилось в представлении к награде, после того, как американцы отбили свои позиции, они нашли тело Кравица среди груды тел вражеских солдат. Из имевшихся у него боеприпасов неиспользованными осталось всего шесть патронов.
За свой подвиг Кравиц был удостоен одной из высших наград США — креста «За выдающиеся заслуги».

### Награждение медалью Почёта

Президент США Барак Обама вручает Медаль Почёта племяннице Леонарда Кравица — Лауре Вегнер, Белый дом, 18 марта 2014 года

18 марта 2014 года президент США Барак Обама подписал указ о присвоении Леонарду Кравицу за его подвиг высшей награды США — медали Почёта. Этому во многом способствовала лоббистская деятельность Митчелла Либмана, друга детства Кравица, который на протяжении более чем полувека пытался добиться справедливости — пересмотра бюрократических процедур награждения отличившихся военнослужащих, при прохождении которых, по утверждению Либмана, власти подвергали дискриминации военнослужащих афроамериканского, еврейского и латиноамериканского происхождения, отказывая им в награждении медалью Почёта и заменяя её на крест «За выдающиеся заслуги».
В 2001 году член Палаты представителей США Роберт Векслер внёс на рассмотрение в Конгресс «Акт 2001 года о ветеране войны еврейского происхождения Леонарде Кравице». Закон не был принят, но сам факт его рассмотрения заставил командование вооружённых сил пересмотреть практику награждения медалью Почёта. Это стало возможным благодаря принятию Закона о полномочиях в области национальной обороны.
В итоге из 6505 получателей Креста было выявлено 600 ветеранов еврейского или латиноамериканского происхождения, потенциально имеющих право на медаль Почёта.
18 марта 2014 года президент Обама на церемонии награждения двадцати четырёх ветеранов войн вручил медаль Почёта племяннице Кравица — Лауре Вегнер.
На церемонии присутствовал музыкант и актёр Ленни Кравиц, сын старшего брата Леонарда Кравица — Сеймура (Сая) Кравица — режиссёра, продюсера и музыканта, который назвал своего сына в честь погибшего брата.

## Награды
|                           | Медаль Почёта                                         | США              |
| Медаль «Пурпурное сердце» | Медаль «Пурпурное сердце»                             | США              |
|                           | Медаль за службу национальной обороне                 | США              |
|                           | Медаль «За службу в Корее» с бронзовой звездой службы | США              |
|                           | Значок боевого пехотинца                              | США              |
|                           | Медаль «За службу ООН в Корее»                        | ООН              |
|                           | Медаль военной службы в Корее                         | Республика Корея |
|                           | Благодарность президента Корейской республики         | Республика Корея |

Президент Соединённых Штатов Америки на основании Акта Конгресса от 9 июля 1918 года (с поправками, внесёнными Актом от 25 июля 1963 года), c гордостью награждает медалью Почёта (посмертно):
ЛЕОНАРДА М. КРАВИЦА
Армия Соединенных Штатов
За выдающееся мужество и бесстрашие, проявленные при исполнении служебного долга с риском для жизни:

Рядовой первого класса Леонард М. Кравиц отличился актом храбрости и бесстрашия при исполнении служебного долга, будучи вторым номером пулемётного расчёта в составе роты «M» 5-го пехотного полка 24-й пехотной дивизии в ходе боевых действий против вооружённого противника в Ёнпхёне (Корея) 6 — 7 марта 1951 года. После того, как наши войска отразили две атаки боем, противник предпринял фанатичную психическую атаку при мощной огневой поддержке и, несмотря на ошеломляющие потери, продолжал атаковать с беспощадным упорством. Когда в начале отражения атаки пулемётчик получил ранение, рядовой первого класса Кравиц, не раздумывая, сменил его за пулемётом, обрушив ураганный огонь на атакующих. Врагу удалось прорвать нашу оборону на левом фланге, и он начал развивать свой успех, в результате чего наши войска оказались не в состоянии удерживать занимаемые позиции. Получив приказ к отступлению, рядовой первого класса Кравиц добровольно остался прикрывать отходящих огнём. Заметив приближение к нашим позициям врага, рядовой первого класса Кравиц обрушил на вражеских солдат свой смертельный и прицельный огонь, уничтожив всех. Этот сокрушительный отпор вынудил врага сосредоточить огонь по его позиции, что позволило нашим подразделениям совершить отход. Позже, когда наши войска вернулись, рядовой первого класса Кравиц был найден погибшим у пулемёта, из которого он так героически вёл огонь, в окружении многочисленных мёртвых врагов. Исключительный героизм и самоотверженность рядового первого класса Кравица, не пожалевшего собственной жизни при исполнении служебного долга, соответствуют самым высоким традициям военной службы и делают великую честь ему самому, его подразделению и армии США.
Оригинальный текст (англ.)The President of the United States of America, authorized by Act of Congress, July 9, 1918 (amended by act of July 25, 1963), takes pride in presenting the Medal of Honor (posthumously) to:

LEONARD M. KRAVITZ
United States Army
For conspicuous gallantry and intrepidity at the risk of his life above and beyond the call of duty:

Private First Class Leonard M. Kravitz distinguished himself by acts of gallantry and intrepidity above and beyond the call of duty while serving as an assistant machinegunner with Company M, 5th Infantry Regiment, 24th Infantry Division during combat operations against an armed enemy in Yangpyong, Korea on March 6 and 7, 1951.  After friendly elements had repulsed two probing attacks, the enemy launched a fanatical banzai charge with heavy supporting fire and, despite staggering losses, pressed the assault with ruthless determination.  When the machinegunner was wounded in the initial phase of the action, Private First Class Kravitz immediately seized the weapon and poured devastating fire into the ranks of the onrushing assailants.  The enemy effected and exploited a breach on the left flank, rendering the friendly positions untenable.  Upon order to withdraw, Private First Class Kravitz voluntarily remained to provide protective fire for the retiring elements.  Detecting enemy troops moving toward friendly positions, Private First Class Kravitz swept the hostile soldiers with deadly, accurate fire, killing the entire group.  His destructive retaliation caused the enemy to concentrate vicious fire on his position and enabled the friendly elements to withdraw.  Later, after friendly troops had returned, Private First Class Kravitz was found dead behind the gun he had so heroically manned, surrounded by numerous enemy dead.  Private First Class Kravitz’s extraordinary heroism and selflessness at the cost of his own life, above and beyond the call of duty, are in keeping with the highest traditions of military service and reflect great credit upon himself, his unit and the United States Army.